# 海台
海台（かいだい、英: plateau）は頂部が比較的平坦で、その広さが100km2以上あり、底部と頂部の比高が0.2km以上ある海底の隆起部。周縁部は比較的急な斜面で限られる場合と、緩斜面の場合がある。
測深技術が未発達で、資料が十分ではなかった時代には、頂上部が平坦であると考えられたものもあったが、最近になって測深技術が発達し、かならずしも平坦ではないものも発見された。
海台の成因はさまざまであり、フロリダ沖のブレーク海台は付近の大陸棚より深い台地で、海流が堆積を妨げた結果とされており、ニュージーランド南方のキャンベル海台は断層による沈降の結果とされている。ヘス海台では、海嶺三重点の再編成に伴って白亜紀初期に形成され、一部では火成活動と構造運動が白亜紀後期まで続いた結果であるとされている。オーストラリアとニューカレドニア間にあるサンゴ海海台、ベロナ海台は巨大な環礁が沈水したものとされており、この他にも大陸性地塊が沈下したものがある。

## 海台の一覧

### 大陸性の海台
- キャンベル海台 (南太平洋)
- チャレンジャー海台 (南太平洋)

### 火山性の海台
- アグラス海台[2] (南西インド洋)
- ブロークンリッジ海台 (インド洋)
- カリブ・コロンビア海台 (カリブ海)
- エクスマウス海台 (インド洋)
- ヒクランギ海台 (南西太平洋)
- ケルゲレン海台 (インド洋)
- マニヒキ海台 (南西太平洋)
- マスカリン海台 (インド洋)
- ナチュラリスト海台 (インド洋)
- オントンジャワ海台 (南西太平洋)
- シャツキー海台 (北太平洋)
- ベーリング海台 (北大西洋)
- ランゲリア・テレーン (北東太平洋)
- イェルマク海台 (北極海)